# Quận Oconee, South Carolina
Quận Oconee là một quận cực tây bang Nam Carolina, Hoa Kỳ. Theo điều tra dân số năm 2000, quận có dân số 66.215 người, Năm 2005, Cục điều tra dân số Hoa Kỳ ước tính dân số quận này là 69.577 người, Quận lỵ đóng ở Walhalla.6 Các thành phố khác trong quận gồm Seneca và Westminster. Thị xã gồm Salem và West Union.

## Địa lý
Theo Cục điều tra dân số Hoa Kỳ, quận có tổng diện tích 674 dặm Anh vuông (1.745 km²), trong đó, 625 dặm Anh vuông (1.620 km²) là diện tích đất và 48 dặm Anh vuông (125 km²) trong tổng diện tích (7,15%) là diện tích mặt nước. 

### Các quận giáp ranh
- Quận Jackson, Bắc Carolina - Bắc
- Quận Transylvania, Bắc Carolina - Đông bắc
- Quận Pickens, Nam Carolina - Đông
- Quận Anderson, Nam Carolina - Đông nam
- Quận Hart, Georgia - Nam
- Quận Franklin, Georgia - Nam
- Quận Stephens, Georgia - Tây nam
- Quận Habersham, Georgia - Tây
- Quận Rabun, Georgia - Tây
- Quận Macon, Bắc Carolina - Tây bắc

## Thông tin nhân khẩu
Theo cuộc điều tra dân số2 tiến hành năm 2000, quận này có dân số 66.215 người, 27.283 hộ, và 19.589 gia đình sinh sống trong quận này. Mật độ dân số là 106 người trên mỗi dặm Anh vuông (41/km²). Đã có 32.383 đơn vị nhà ở với một mật độ bình quân là 52 trên mỗi dặm Anh vuông (20/km²). Cơ cấu chủng tộc của dân cư sinh sống tại quận này gồm 89,14% người da trắng, 8,38% người da đen hoặc người Mỹ gốc Phi, 0,22% người thổ dân châu Mỹ, 0,35% người gốc châu Á, 0,02% người các đảo Thái Bình Dương, 1,06% từ các chủng tộc khác, và 0,82% từ hai hay nhiều chủng tộc. 2,36% dân số là người Hispanic hoặc người Latin thuộc bất cứ chủng tộc nào. 26,5% là người Mỹ, 13,1% người Ireland, 11,9% người Đức và 10,5% người Anh theo kết quả điều tra dân số năm 2000.
Có 27,283 hộ trong đó có 28,50% có con cái dưới tuổi 18 sống chung với họ, 57,80% là những cặp kết hôn sinh sống với nhau, 10,10% có một chủ hộ là nữ không có chồng sống cùng, và 28,20% là không gia đình. 24,70% trong tất cả các hộ gồm các cá nhân và 9,50% có người sinh sống một mình và có độ tuổi 65 tuổi hay già hơn. Quy mô trung bình của hộ là 2,40 còn quy mô trung bình của gia đình là 2,85,
Cơ cấu độ tuổi dân cư quận này như sau 22,90% dưới độ tuổi 18, 8,00% từ 18 đến 24, 27,40% từ 25 đến 44, 26,20% từ 45 đến 64, và 15,60% người có độ tuổi 65 tuổi hay già hơn. Độ tuổi trung bình là 40 tuổi. Cứ mỗi 100 nữ giới thì có 96,70 nam giới. Cứ mỗi 100 nữ giới có độ tuổi 18 và lớn hơn thì, có 93,50 nam giới.
Thu nhập bình quân của một hộ ở quận này là $36.666, và thu nhập bình quân của một gia đình ở quận này là $43.047, Nam giới có thu nhập bình quân $31.032 so với mức thu nhập $22.156 đối với nữ giới. Thu nhập bình quân đầu người của quận là $18.965, Khoảng 7,60% gia đình và 10,80% dân số sống dưới ngưỡng nghèo, bao gồm 14,00% những người có độ tuổi 18 và 12,90% là những người 65 tuổi hoặc già hơn.